# Pristimantis olivaceus
Pristimantis olivaceus es una especie de anfibio anuro de la familia Craugastoridae.

## Distribución
Esta especie habita entre los 350 y 1300 m de altitud:
- en Bolivia en el departamento de Cochabamba;
- en Perú en la región de Madre de Dios.[4]

## Publicación original
- Köhler, Morales, Lötters, Reichle & Aparicio, 1998 : A new green species of frog, genus Eleutherodactylus, from Bolivia and Peru (Amphibia, Anura, Leptodactylidae). Studies on Neotropical Fauna and Environment, vol. 33, n.º 2/3, p. 93-99.[5]